# Xã Downers Grove, Quận DuPage, Illinois
Xã Downers Grove (tiếng Anh: Downers Grove Township) là một xã thuộc quận DuPage, tiểu bang Illinois, Hoa Kỳ. Năm 2010, dân số của xã này là 146.795 người.